# 深浦町立修道小学校
深浦町立修道小学校（ふかうらちょうりつ しゅうどうしょうがっこう）は、青森県深浦町関にある公立小学校。児童数は68人（2020年現在）。

## 概要
旧深浦町の北部を学区とする。一級へき地学校に認定されている。

## 沿革
- 1873年（明治6年）9月15日 - 金井ヶ沢小学校として開校する[2]。
- 1885年（明治18年）9月15日 - 修道小学校と改称。
- 1887年（明治20年）3月 - 関字栃沢101-1に校舎新築移転し、修道簡易小学校と改称。
- 1889年（明治22年）4月 - 田野沢簡易小学校、岩坂簡易小学校、柳田簡易小学校を統合し、修道尋常小学校と改称。田野沢、岩坂、柳田の各簡易小学校は、修道尋常小学校の分校として設置。
- 1899年（明治32年）1月 - 高等科を併置し、修道高等尋常小学校と改称。
- 1909年（明治42年）1月23日 - 校舎増築工事完成式典挙行。
- 1911年（明治42年）5月 - 校舎増築。
- 1918年（大正7年）4月 - 校庭拡張整備。
- 1920年（大正9年）9月　- 農業水産補習学校を附設する。（〜1935年まで）
- 1925年（大正14年）
  - 4月 - 校舎増築起工。
  - 9月23日 - 屋内体操場と教習2階建1棟落成。
- 1926年（大正15年）
  - 日付不明 - 青年訓練所令により青年訓練所を附設する（〜1935年まで）。
  - 5月4日 - 校舎に電灯設置。
- 1934年（昭和9年）10月15日 - 創立50周年記念式典挙行。
- 1935年（昭和10年）4月1日 -青年学校令により青年学校を附設する。（〜1948年3月31日まで）
- 1941年（昭和16年）4月1日 - 国民学校令により、修道国民学校と改称。
- 1947年（昭和22年）4月1日 - 学校教育法により、大戸瀬村立修道小学校と改称。同日から修道中学校を併置し、高等科生を中学校に移籍。
- 1950年（昭和25年）10月10日 - 大戸瀬中学校（同年4月に修道中学校から改称）が新校舎に移転分離。
- 1951年（昭和26年）4月1日 - 田野沢分教場、岩坂分教場が独立し、田野沢小学校、岩坂小学校となる。
- 1952年（昭和27年）4月1日 - 柳田分教場が独立し、柳田小学校となる。
- 1953年（昭和28年）9月 - 校舎第一期工事着工。
- 1955年（昭和30年）7月29日 - 大戸瀬村が深浦町に合併され、深浦町立修道小学校と改称。
- 1957年（昭和32年）4月 - 全工事完了。
- 1958年（昭和33年） - 校舎第五期工事竣工。
- 1966年（昭和41年）5月30日 - 特殊学級新設。
- 1972年（昭和47年）12月1日 - 特殊学級1学級を校舎裏側に新築。
- 1973年（昭和48年）11月 - 創立百周年記念式典挙行。
- 1978年（昭和53年）3月 - （旧）修道・柳田・岩坂の3小学校の統合を議決。
- 1979年（昭和54年）12月 - （旧）修道小学校の閉校式挙行。
- 1980年（昭和55年）
  - 4月1日 - 岩坂小学校、柳田小学校を統合。
  - 10月x日 - 体育館竣工。
  - 10月29日 - 新築落成記念式典挙行。
- 2003年（平成15年）
  - 4月1日 - 大戸瀬小学校を統合。
  - 時期不明 - 校舎大規模改造実施[3]。
- 2004年（平成16年） - 校舎耐震補強工事実施[3]。

## 学区
関、岩坂、田野沢、風合瀬（字大磯、汐干浜）、北金ヶ沢、柳田。

## 進学先
ほとんどの児童が、学区内の深浦町立大戸瀬中学校に進学する。

## 周辺
- JR東日本五能線北金ケ沢駅
- 深浦町役場大戸瀬支所
- 深浦町消防団11分団
- 深浦町国民健康保険関診療所
- 社会福祉法人愛児福祉会めぐみ子ども園 - 進級前子ども園
- デイサービスセンター三愛
- 北金ケ沢漁港
- 北金ヶ沢のイチョウ

## アクセス
- JR五能線北金ケ沢駅下車後、徒歩約260m・約5分（直線距離だと近いが、道路の関係でやや遠回りとなる）。
- 弘南バス鰺ヶ沢 - 深浦線「北金ケ沢駅前」バス停下車後、すぐそば。

## 参考資料
- 『深浦町史 上巻』（深浦町・1977年3月3日発行）「第六章 小中学校の沿革」485頁～486頁「一一 道修小学校 (1)沿革の大要」
- 『深浦町史年表 ふるさと深浦の歩み』（深浦町・1985年7月30日発行）431頁～696頁の年表
- 『広報ふかうら縮刷版』（深浦町・1981年3月25日発行）
  - 820頁「昭和55年11月号 合併25周年と修道小学校民族資料館の落成を祝う」
  - 847頁～848頁「年表」
- 『青森県教育史 別巻』（青森県教育委員会・1973年12月20日発行）772頁「学校沿革 小学校 修道小学校」及び903頁「学校沿革 中学校 大戸瀬中学校」